# Natural Born Hippies
Natural Born Hippies er et dansk rockband, der blev dannet i 1997 i Randers. Bandet består af Dan Hougesen (vokal), Bo Christensen (bas), Tom Lindby (trommer) og Sune Thorbjørnsen (guitar).
Bandets første hit var en coverversion af den gamle Kinks-sang "Lola (If You Ever...)" (1999), der oprindeligt blev skrevet af Ray Davies fra samme band i 1970. Sangen blev et hit særligt i Danmark hvor den nåede #10 på Tjeklisten samt i Tyskland og Italien (#25 i Italien). Bandet har siden udsendt tre albums. 
I 2018 udgav Natural Born Hippies singlen "Mandela under the sun" som en hyldest til Sydafrikas tidligere præsident Nelson Mandela, der ville være fyldt 100 år netop dette år. Sangen blev godkendt af Mandelas familie og Mandelafonden i Sydafrika til at være den officielle hyldest sang for Nelson Mandela. 

## Diskografi
- Popshit (1999)
- I Don't Care (2001)
- In Your Dreams (2002)
- Wake Up Calls (2005)
- Mandela under the sun (single - 2018)